# Caspicosa kulsaryensis
Caspicosa kulsaryensis là một loài nhện trong họ Lycosidae.
Loài này thuộc chi Caspicosa. Caspicosa kulsaryensis được A. V. Ponomarev miêu tả năm 2007.